# La Rempailleuse
La Rempailleuse est une nouvelle de Guy de Maupassant, parue en 1882.

## Historique
La Rempailleuse est initialement publiée dans la revue Le Gaulois du 17 septembre 1882, puis dans le recueil Contes de la bécasse en 1883.  
La nouvelle est dédiée à Léon Hennique.

## Résumé
La Rempailleuse est composé d'un récit-cadre, dans lequel un vieux médecin raconte une histoire d'amour dont il a été mis au courant par la rempailleuse de l'histoire : celle de la femme pour le pharmacien de son village. 
La fille d'un rempailleur ambulant, aperçoit un jeune garçon en pleurs, parce qu'on lui avait volé de l'argent. Elle lui donne ce qu'elle a, et tombe amoureuse de lui. Devenue adulte, La Rempailleuse se contente de le voir chaque année quand elle passe dans son village. Chaque fois, c'est la même chose; elle le trouve, et le paye pour qu'il la laisse l'embrasser. Cela fonctionne jusqu'à ses 16 ans mais à ses 18 ans, changeant de mentalité, il l'humilie et l'ignore tant et si bien qu'elle ne lui parle plus. À sa mort, le garçon étant devenu un riche pharmacien, elle lui lègue toutes ses économies. Celui-ci refuse tout d'abord, humilié d'avoir été aimé par une pauvresse. Mais il finit par accepter quand il apprend qu'il s'agit de plus de deux mille francs.

## Analyse

### La thématique de l'argent
La rempailleuse offre de nombreuses similitudes avec d'autres nouvelles de Maupassant, et l'argent n'est pas la moindre. En effet, toute la relation entre Chouquet et la petite rempailleuse est construite sur un échange, un véritable "troc": un peu d'affection contre des économies sonnantes et trébuchantes. La première partie du récit montre "Pendant quatre ans" ce malentendu.
La deuxième partie du récit, avec la mort de la rempailleuse, offre le reflet inversé de la première: il y a retour de gains pour Chouquet, l'héritage dont il bénéficie jouant le rôle d'une thésaurisation sur sentiments. La petite bourgeoisie outragée par cet amour révoltant accepte pourtant très rapidement de recevoir les "deux mille trois cent francs". Avec son ironie coutumière, Maupassant pointe la veulerie et la cupidité.

### Les thématiques réalistes
Le réalisme de Maupassant est assez bien représenté dans cette nouvelle. Outre l'argent mentionné précédemment, l'étude rapide des milieux (une pharmacie de province, les rempailleurs misérables) structure le récit; l'amour de la petite fille envers Chouquet résulte de plus d'une enfance sans affection (« Veux-tu bien revenir ici, crapule ! » C’étaient les seuls mots de tendresse qu’elle entendait."), ce qui n'est pas sans rappeler d'autres récits de Maupassant, tel "Le papa de Simon" (cf. rubrique "Intertextualités").

### Registres
Comme souvent chez Maupassant se mêlent les registres pathétique et satirique. La passion naïve et absolue du personnage de la Rempailleuse ne peut qu'éveiller la pitié. Le couple Chouquet quant à lui fait partie de ces portraits de bourgeois avides d'argent, méprisants et sans une once de sentiment envers ceux qui sont d'une classe sociale inférieure, que Maupassant se plait à tracer au vitriol.

### Intertextualité
Par son étroitesse d'esprit, son rapport à l'argent et son ridicule, le personnage du pharmacien Chouquet fait penser à un autre pharmacien, Monsieur Homais, celui de Madame Bovary, de Flaubert. Maupassant n'a pas épargné cet odieux bourgeois de son ironie mordante par le portrait qu'il en fait enfant: "le petit pharmacien, bien propre, derrière les carreaux de la boutique paternelle, entre un bocal rouge et un ténia". Le personnage de la rempailleuse peut faire penser à Eponine dans Les Misérables de Victor Hugo. En effet, dans les deux cas, il s'agit d'amours enfantines se résolvant dans le sacrifice.

## Éditions
- La Rempailleuse, dans Maupassant, Contes et Nouvelles, tome I, texte établi et annoté par Louis Forestier, éditions Gallimard, Bibliothèque de la Pléiade, 1974  (ISBN 978 2 07 010805 3).